# Цари Шуйские перед Сигизмундом III (1853)
«Цари Шуйские перед Сигизмундом III», полное название — «Цари Шуйские в сопровождении гетмана Жолкевского на варшавском сейме перед Сигизмундом III» (пол. Carowie Szujscy wprowadzeni przez hetmana Stanisława Żółkiewskiego na sejm warszawski przed króla Zygmunta III) — картина польского художника Яна Матейко на исторический сюжет, созданная в 1853 году, когда автору было 15 лет. Хранится в Национальном музее во Вроцлаве.

## Описание
На картине изображено реальное историческое событие — присяга пребывавших в польском плену русского царя Василия Шуйского и его братьев, Дмитрия и Ивана Пуговки, королю Речи Посполитой Сигизмунду III и некоронованному русскому царю Владиславу, принесённая 29 октября 1611 года в Сенатской зале Королевского Замка в Варшаве. Василий к тому времени был свергнут с русского престола.
На картине Василий Шуйский изображён стоящим на коленях перед Сигизмундом (тот сидит на троне) и Владиславом, который стоит рядом с отцом. Он смиренно предлагает королю знаки своей власти — корону и скипетр. За ним с мечом в руках стоит его брат Дмитрий. Между братьями Шуйскими стоит, одетый в рыцарские доспехи и поднимающий правую руку, гетман Станислав Жолкевский — полководец, разгромивший русскую армию и обеспечивший Польше контроль над Москвой на два года. За спиной Владислава стоит Мартин Вольский, сбоку от него, с булавой в руках, — великий гетман литовский Ян Кароль Ходкевич, рядом сидит епископ Кракова Мартын Шишковский.
Изображённая Матейко сцена демонстрирует мощь Речи Посполитой и унижение России, которая при жизни Матейко владела большей частью Польши. Композиция картины статична, персонажи изображены схематично. В более зрелых своих работах на исторические темы художник более тщательно прорисовывал героев и разрабатывал общую драматургию. В 1892 году он написал ещё одну картину на тот же сюжет.

## История картины
Матейко продал картину краковскому антиквару Таффету. Позже она перешла к Голубевскому, потом — к секретарю Матейко Мариану Горьковскому. Полотно купила Национальная галерея Львова, а в 1946 году оно перешло к Национальному музею во Вроцлаве. Не выставляется, хранится в музейных запасниках.